# Constitution togolaise de 1992
Lire en ligne

Consulter

La Constitution togolaise de 1992 est la quatrième loi fondamentale du pays. Elle a été adoptée par référendum le 27 septembre 1992 et révisée par la loi no 2002-029 du 31 décembre 2002.

## Historique

### Rédaction et modifications
La modification de 2002 avait pour but principal de permettre à Gnassingbé Eyadéma, au pouvoir depuis 1967, de se représenter pour un troisième mandat de cinq ans car la constitution, dans sa version originale, en limitait le nombre à deux. De plus, la révision intervenue a opéré un renforcement des pouvoirs du président au détriment du Premier ministre qui se retrouve dans un rôle de simple exécutant de la volonté du président, alors que le texte constitutionnel dans sa version d'origine accordait la détermination et la conduite de la politique de la nation au Premier ministre. Ainsi la nouvelle constitution institue-t-elle un Président de la république disposant de l'intégralité du pouvoir exécutif ; elle lui accorde aussi le droit de dissoudre le parlement devant lequel il est par ailleurs responsable.
La nouvelle constitution prévoit également la création d'un Sénat en plus de l'Assemblée nationale. Elle abaisse aussi l'âge minimum pour être éligible au poste de président de 45 ans à 35 ans. De plus les conditions d'éligibilité ont été durcies par rapport aux critères de nationalité et de résidence (cf art. 62).
À la suite du décès de Gnassingbé Eyadéma le 5 février 2005, le Parlement procède en urgence à une nouvelle modification constitutionnelle qui permet à un de ses fils, Faure Gnassingbé, d'assurer la présidence en remplacement de son père jusqu'à la fin de son mandat en 2008. Cette modification est cependant ajournée sous la pression de la population et de la communauté internationale. Faure Gnassingbé est finalement élu lors de l'élection présidentielle organisée en avril 2005.

### Changement de Constitution
En mars 2024, les députés étudient un projet de révision constitutionnelle proposée par un groupe parlementaire proche du pouvoir, qui vise à instaurer un régime parlementaire en lieu et place du régime présidentiel en vigueur. Le chef du gouvernement serait le président du Conseil des ministres, tandis que la fonction de président de la République deviendrait essentiellement symbolique, avec un rôle de soutien à la cohésion et l'unité de la nation. Le 25 mars, les députés adoptent la révision constitutionnelle.
Devant la levée de boucliers de l'opposition et la société civile, le 29 mars, le chef de l'état Faure Gnassingbé, demande à l’Assemblée nationale de faire procéder à une deuxième lecture du texte. Le 15 avril, la mission de la Communauté économique des États de l’Afrique de l’Ouest (Cedeao), est à Lomé pour une médiation. La mission est composée d'experts, une rencontre engagées dans le cadre du processus de révision constitutionnelle. Le 19 avril, les députés adoptent à 87 voix contre 0 en deuxième lecture la révision constitutionnelle, après la modification de quelques articles.
Le passage à cette nouvelle constitution, marqué le passage à la Ve République.

## Compléments